# Hukbong Dagat ng Pilipinas
La Marina militare filippina, in filippino Hukbong Dagat ng Pilipinas, è una delle tre forze armate delle Filippine. Con 24 000 uomini in servizio e 101 navi al 2012, è una forza numericamente consistente anche se qualitativamente scarsa.
Sono in progetto diversi piani di aggiornamento ed acquisizioni di navi usate da varie marine militari. Due pattugliatori sono stati acquisiti dalla Guardia Costiera Statunitense ed esiste un interesse per alcune navi dismesse dalla Marina Militare italiana.

## Storia
La marina ha origine con la guerra ispano-americana del 1898, quando le forze statunitensi occuparono le Filippine, ma inizialmente fu solo un servizio volto alla repressione del contrabbando. Negli anni dal 1960 al 1970 la marina crebbe nei numeri e nella qualità dell'equipaggiamento, che però è progressivamente invecchiato e molte unità sono diventate obsolete.

## Squadra navale
Recentemente sono stati acquisiti due pattugliatori oceanici dalla USCG, appartenenti alla classe Hamilton. Il primo è stato il USCGC Hamilton (WHEC-715), rinominato BRP Gregorio del Pilar (PF-15) e ceduto ufficialmente alla Philippine Navy il 13 maggio 2011 ad Alameda Point in California. La nave è stata modificata e revisionata negli Stati Uniti, rimpiazzando i sistemi d'arma che la USCG ha rimosso. La cerimonia di arrivo si è tenuta a Manila il 23 agosto 2011 e la nave è entrata in servizio il 14 dicembre 2011.

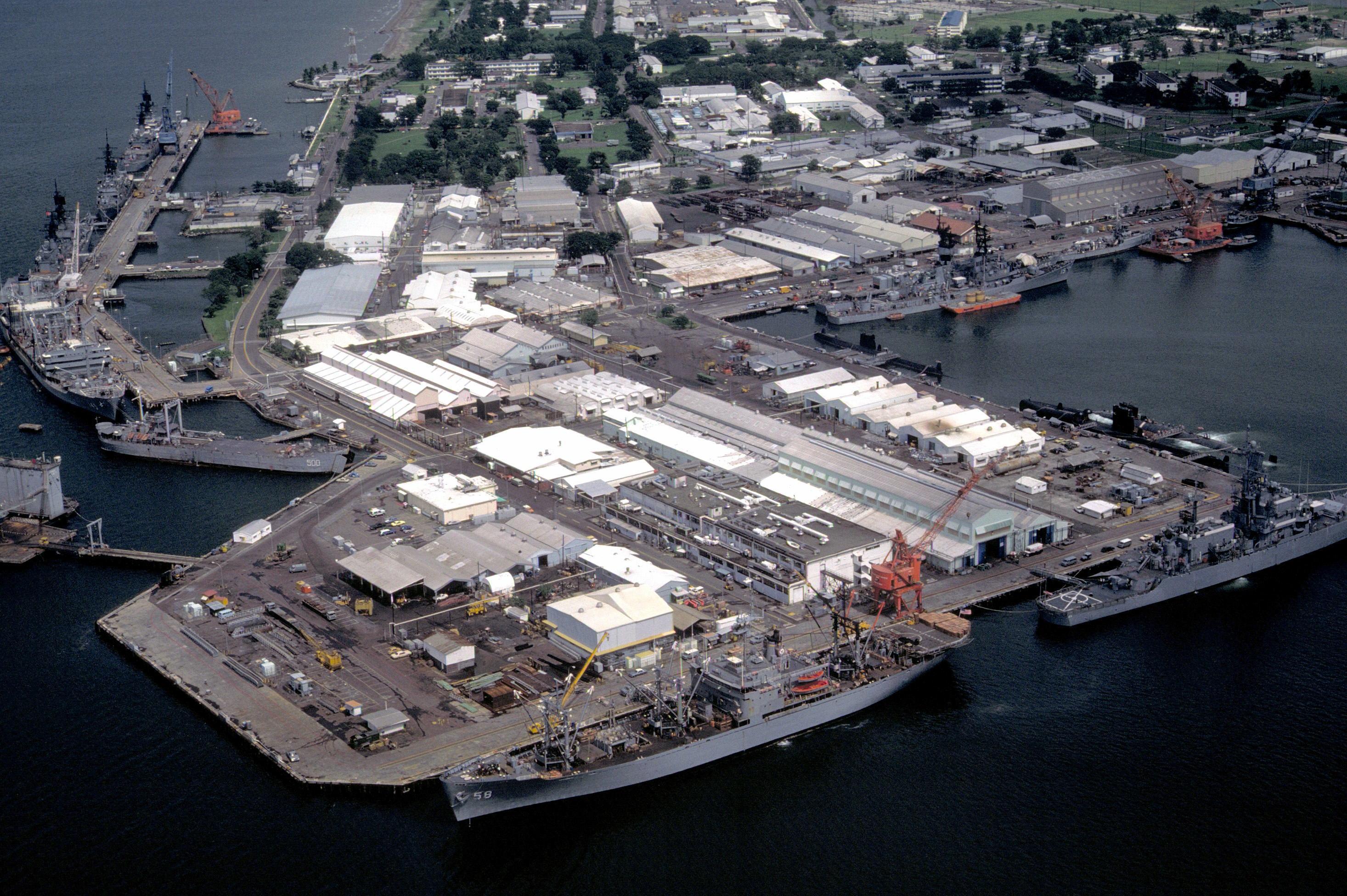
Subic Bay Naval Base circa nel 1981. Si vedono la BRP Tarlac (LT-500) e la BRP Rizal (vecchio hull number PS-69) sullo sfondo

Una seconda nave della classe Hamilton, la USCGC Dallas (WHEC-716) è stata ceduta il 22 maggio 2012 alle stesse condizioni della prima.
Sono state rese note trattative con la Corea del Sud per 4 corvette da 2 000 tonnellate della classe Pohang e con l'Italia per due corvette della classe Minerva

## Mezzi aerei
Sezione aggiornata annualmente in base al World Air Force di Flightglobal del corrente anno. Tale dossier non contempla UAV, aerei da trasporto VIP ed eventuali incidenti accorsi durante l'anno della sua pubblicazione. Modifiche giornaliere o mensili che potrebbero portare a discordanze nel tipo di modelli in servizio e nel loro numero rispetto a WAF, vengono apportate in base a siti specializzati, periodici mensili e bimestrali. Tali modifiche vengono apportate onde rendere quanto più aggiornata la tabella.
| Aeromobile                        | Origine     | Tipo                              | Versione (denominazione locale) | In servizio (2024) | Note | Immagine |
| Aerei da pattugliamento marittimo |             |                                   |                                 |                    | |          |
| Beechcraft King Air 90            | Stati Uniti | aereo da pattugliamento marittimo | TC-90A                          | 5                  | 5 esemplari ottenuti dai surplus della Marina Giapponese. |          |
| Aerei da trasporto                |             |                                   |                                 |                    | |          |
| Britten-Norman BN-2 Islander      | Regno Unito | aereo da trasporto                | BN-2A                           | 5                  | 31 consegnati nel periodo 1975-1986. |          |
| Aerei da addestramento            |             |                                   |                                 |                    | |          |
| Cessna 172 Skyhawk                | Stati Uniti | aereo da addestramento            | C-172S                          | 4                  | 4 Cessna 172S consegnati il 10 febbraio 2022. |          |
| Elicotteri                        |             |                                   |                                 |                    | |          |
| AgustaWestland AW109 Power        | Italia      | elicottero utility                | AW-109E                         | 3                  | 5 AW109E Power consegnati in due lotti (uno di 3 nel 2013, uno di 2 nel 2014). L'AW-109E (il 432) ha riportato gravi danni in un incidente avvenuto il 5 dicembre 2024. |          |
| AgustaWestland AW159 Lynx Wildcat | Italia      | elicottero ASW                    | AW159 Mk 220                    | 2                  | 2 AW159 Wildcat ASW ordinati nel 2016. Consegne completate a maggio 2019.                                                                                               |          |
| Aérospatiale Alouette             | Francia     | elicottero da addestramento       | SE313                           | 1                  | |          |

### Aeromobili ritirati
- MBB Bo.105C - 7 esemplari (1975-2013)[25]
- Robinson R22